# Erytem
Erytem är en hudrodnad som beror på onormalt stor genomströmning av blod i ytligt liggande blodkärl. Tillståndet kan angripa större eller mindre områden, bero på en sjukdom, vara en läkemedelsbiverkning, ge klåda, eller inte ge några besvär alls.
Ringformat erytem (Erythema chronicum migrans) beror ofta på fästingbett, och är då ett allvarligt tecken eftersom det tyder på borrelia. Kutan tuberkulos ("hudtuberkulos") uppträder på vaderna vid kyla, och är blåröda i färgen (Erythema induratum). Erytemen kan innehålla blåsor, som vid Erythema multiforme.
Erytem i handflatorna kallas palmarerytem, och kan bero på graviditet eller vara ett symtom på en underliggande sjukdom.
Hudtuberkulos kan behandlas med ultravioletta ljusstrålar, vilket gjordes i början på 1900-talet. För detta erhöll Niels Ryberg Finsen nobelpris 1903.
Den variant av erytem som vanligtvis beror på en infektion, reaktion till följd av användning av ett läkemedel eller någon annan överkänslighetsreaktion kallas erythema multiforme. Som namnet antyder kan förändringen på huden ha någon av flera former, såsom mindre svullnader, större svullnader, platta fläckar eller blåsor. 80 procent av fallen utgörs av erythema multiforme minor, medan det även finns en mer allvarlig form av tillståndet som går under namnet multiforme major.